# Drolshagen
Drolshagen è una città di 11 618 abitanti della Renania Settentrionale-Vestfalia, in Germania.
Appartiene al distretto governativo (Regierungsbezirk) di Arnsberg ed al circondario (Kreis) di Olpe (targa OE).